# Firefox Lockwise
Firefox Lockwise是Firefox瀏覽器以及IOS和Android上的密码管理器。 在台式机上，Lockwise只是Firefox瀏覽器的一部分，而在iOS和Android上，它可以作为独立应用程序使用。
如果用戶激活了Firefox Sync，则Lockwise会在不同设备上的Firefox瀏覽器之間同步密码。它还内置随机密码生成器。
2021年12月31日，因Lockwise功能已整合入Firefox App for Android/iOS，Firefox宣布Lockwise終止支援。

## 历史
Firefox Lockwise由Mozilla开发，在2018年，當時Lockwise名为Firefox Lockbox。它在2019年5月更名为“ Lockwise”。它于2018年7月10日開始在iOS上推出。2019年3月26日，Lockwise的Android版本發佈。
在台式机上，Lockwise最初是作为Firefox瀏覽器的插件而存在。从Firefox 70开始，Lockwise已集成到Firefox瀏覽器。  